# Heteromastax appendiculata
Heteromastax appendiculata är en insektsart som först beskrevs av Lucien Chopard 1951.  Heteromastax appendiculata ingår i släktet Heteromastax och familjen Episactidae. Inga underarter finns listade i Catalogue of Life.